# Robert F. Kennon
Robert Floyd Kennon, född 21 augusti 1902 i Webster Parish, Louisiana, död 11 januari 1988 i Baton Rouge, Louisiana, var en amerikansk politiker (demokrat). Han var Louisianas guvernör 1952–1956.
Kennon avlade 1925 juristexamen vid Louisiana State University och arbetade sedan som advokat i Minden. På 1920-talet var han även Mindens borgmästare en tid. I andra världskriget deltog han som officer i USA:s armé och tjänstgjorde i Storbritannien, Frankrike, Belgien, Nederländerna samt Tyskland på den europeiska fronten. Efter kriget tjänstgjorde han som domare i Louisianas högsta domstol. I demokraternas primärval inför guvernörsvalet 1948 besegrades han av Huey Longs bror Earl Long. Därefter kandiderade han till USA:s senat men besegrades i primärvalet av Huey Longs son Russell B. Long. I guvernörsvalet 1952 besegrade Kennon republikanen Harrison Bagwell. I ämbetet försvarade han rassegregeringen efter att segregerade skolor blev olagliga i och med högsta domstolens domslut Brown mot skolstyrelsen.
Kennon efterträdde 1952 Earl Long som guvernör och efterträddes 1956 av företrädaren Long. Presbyterianen Kennon avled år 1988 och gravsattes på Young Cemetery i East Baton Rouge Parish.